# 科樂美數位娛樂
科樂美數位娛樂株式會社（英語：Konami Music Entertainment Co., Ltd.），簡稱KDE，是日本著名電子遊戲軟體製作商科樂美的子公司，主要業務為電子遊戲與虛構角色之開發、書籍之出版等，也繼承原科樂美媒體娛樂（英語：Konami Media Entertainment）的多媒體事業，並繼續使用科樂美的商標作為商業用途。
科樂美數位娛樂總部設於日本，在美國、英國、德國、上海、香港等地均設有分公司。為了區別，科樂美數位娛樂總部經常被簡稱為「KDE-J」，其中「J」指「Japan」（日本）。

## 沿革
- 1990年代，科樂美成立科樂美音樂娛樂株式會社（英語：Konami Music Entertainment Co., Ltd.），總部地址為東京都港區六本木1丁目4番30號。
- 1999年，科樂美音樂娛樂發行《OVA純愛手札》VHS與LD版，外盒背面標示之總部地址為東京都澀谷區神宮前6丁目25番14號。
- 2005年4月1日，科樂美媒體娛樂解散，併回科樂美。
- 2006年3月31日，科樂美集團組織重整，科樂美實施控股公司制度，將其遊戲事業獨立為科樂美數位娛樂。科樂美數位娛樂繼承科樂美的電子遊戲軟體、玩具、大型電玩、線上遊戲與多媒體事業，第一代總部設於六本木新城森大樓。
- 2007年4月1日，科樂美數位娛樂吸收合併日本行動電話軟體與家庭用遊戲軟體供應商「株式會社Mega Cyber」（株式会社メガサイバー）。
- 2007年4月9日，科樂美數位娛樂總部搬遷至東京都港區赤坂東京中城。
- 2012年3月1日，科樂美數位娛樂吸收合併Hudson Soft。
- 2014年1月1日，科樂美數位娛樂吸收合併株式會社Digital Golf（株式会社デジタルゴルフ）。
- 2014年5月，科乐美上海被曝正在大幅裁员[1]。
- 2016年11月1日，科樂美數位娛樂大型電玩事業分拆至Konami Amusement。
- 2024年2月5日，科樂美數位娛樂宣布成立動畫製作部門「科樂美動畫」（KONAMI Animation）[2]。

## 製作室
科樂美數位娛樂成立後存續的製作室
- 實況野球製作室（Pawapuro Production；）：主力產品為《實況野球》系列等。
- 勝利十一人製作室（Winning Eleven Production；）：主力產品為《勝利十一人》系列。
- Bemani製作室（Bemani Production；）：主力產品為《Bemani》系列。

已廢除的製作室
- 小島工作室（Kojima Productions；）：小島秀夫領軍，成立於2005年5月，主力產品為《潛龍諜影》系列等。于2015年3月撤销，同年12月小岛秀夫离开科乐美。
- 虛擬之吻製作室（Virtual Kiss Production；）：主力產品為《純愛手札》系列。
- Major Ace（メジャーエース）：主力產品為《實況世界足球》（実況ワールドサッカー）系列、《完美射手》（パーフェクトストライカー）系列。

科樂美數位娛樂成立後設立的製作室
- beatnation label（beatnationレーベル）：以《beatmania》音樂作曲為主。
- LOVEPLUS製作室（LOVEPLUS Production；）：主力產品為《LOVEPLUS》系列、《心跳回忆 Girl's Side》系列。

## 外部連結
- 科樂美數位娛樂（日本）
- 科樂美數位娛樂亞洲總站
- Konami Digital Entertainment, Inc.（美國） （页面存档备份，存于）
- Konami Digital Entertainment B.V.（英國）
- Konami Digital Entertainment GmbH（德國） （页面存档备份，存于）
- 科樂美數碼娛樂有限公司（香港）
- KONAMI Animation （页面存档备份，存于）